# Blågul tangara
Blågul tangara (Rauenia bonariensis) är en fågel i familjen tangaror inom ordningen tättingar. Den förekommer i Sydamerika, dels i Anderna, dels i låglänta områden i södra Brasilien och norra Argentina. 

## Utseende
Hane blågul tangara är en färgglad fågel med blått huvud och gult på undersida och övergump. Ryggenb är grönaktig i Chile och norrut i Anderna men svart i östra lågländerna. Honan är rätt färgglös och känns bäst igen på kraftig näbb och att den ses i närheten av hanen.

## Utbredning och systematik
Blågul tangara delas in i fyra underarter med följande utbredning:
- Rauenia bonariensis darwinii – förekommer från Anderna i Ecuador till norra Chile
- bonariensis-gruppen
  - Rauenia bonariensis composita – förekommer i Anderna i östra och centrala Bolivia
  - Rauenia bonariensis schulzei – förekommer i Paraguay och nordvästra Argentina (södra till Mendoza och Lavalle)
  - Rauenia bonariensis bonariensis – förekommer från södra Brasilien (Rio Grande do Sul) till Uruguay och i norra Argentina

Sedan 2016 urskiljer Birdlife International och naturvårdsunionen IUCN darwinii som den egna arten "grönmantlad tangara". 

### Släktestillhörighet
Tidigare placerades arten i släktet Thraupis men DNA-studier visar att den står nära ockrabukig tangara (Pipraeidea melanonota). Initialt inkluderades den därför i släktet Pipraeidea, men lyfts numera ut till ett eget släkte eftersom både morfologiska och genetiska skillnader dem emellan är relativt stora.

## Levnadssätt
Blågul tangaran hittas i olika typer av halvöppna och lätt beskogade områden, huvudsakligen i Andernas torrare delar, men även i låglänta områden i södra Brasilien och norra Argentina. Den ses vanligen i par eller smågrupper, men slår inte följe med artblandade kringvandrande flockar.

## Status
IUCN bedömer hotstatus för underartsgrupperna (eller arterna) var för sig, båda som livskraftiga.

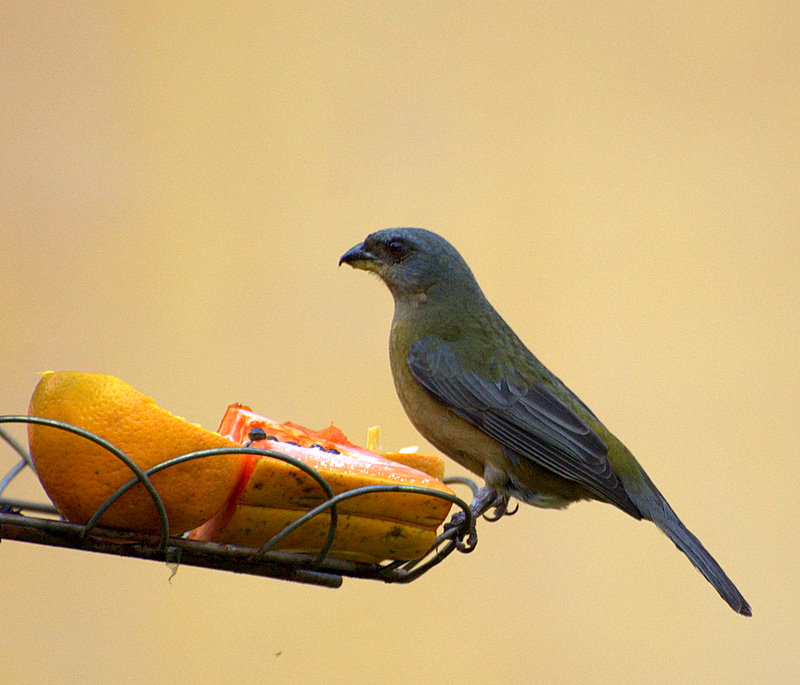
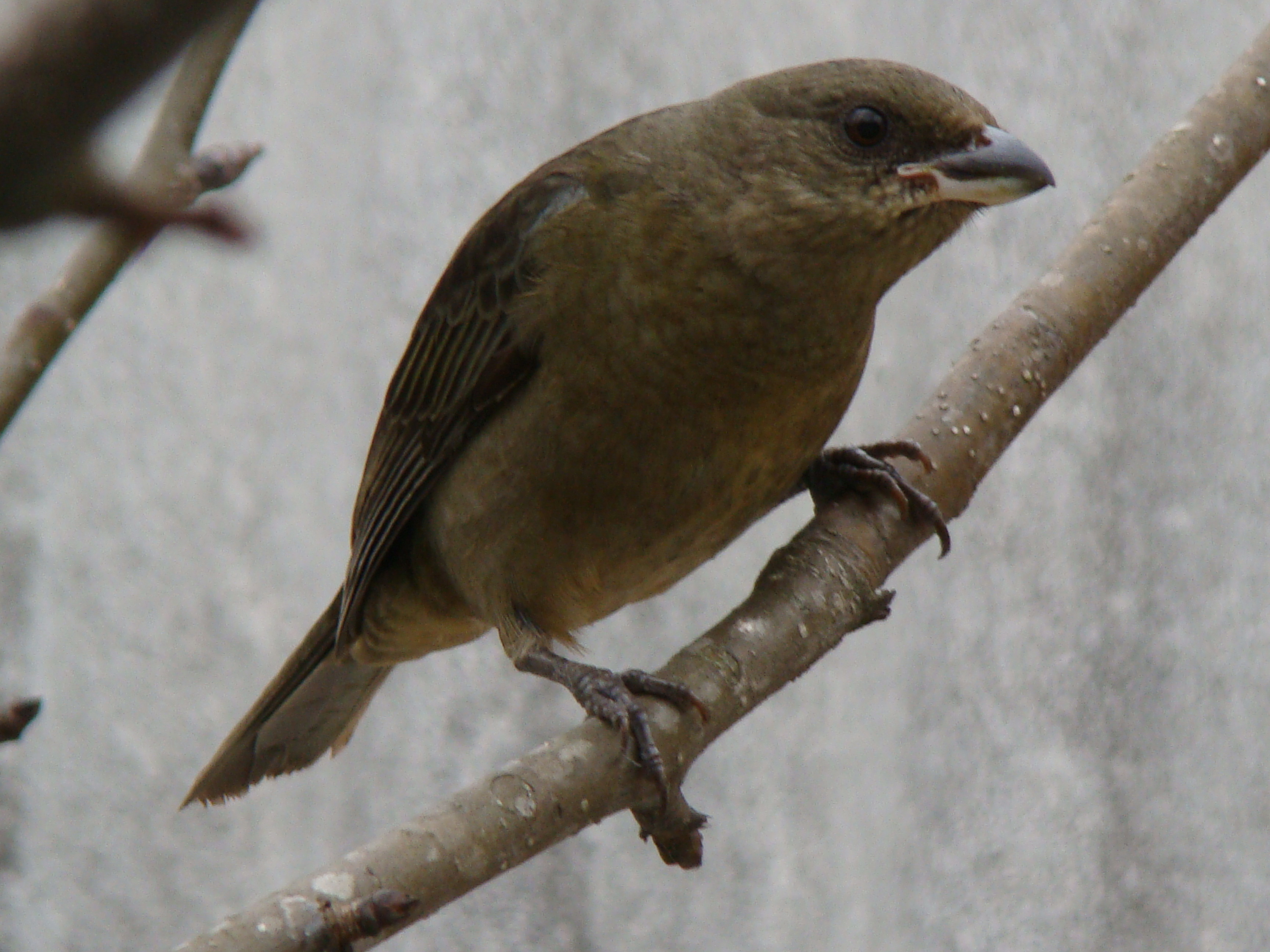